# Asamblea Legislativa de Costa Rica
La Asamblea Legislativa de la República de Costa Rica (también conocida como el Parlamento Nacional o el Congreso de los Diputados) es el poder legislativo en Costa Rica y el órgano unicameral encargado de la aprobación de las leyes. Está compuesta por 57 legisladores, quienes son elegidos por voto popular, de acuerdo con la proporción de la población en las provincias. Se mantienen en el ejercicio de sus cargos por un periodo de cuatro años que comienza el 1 de mayo siguiente a la elección. Son electos al mismo tiempo que el Presidente de la República y de conformidad con la Constitución de 1949, no pueden ser reelegidos en forma sucesiva.
Entre sus funciones destacan el nombramiento de magistrados de la Corte Suprema de Justicia y de comisiones encargadas de estudiar los proyectos de ley, además de aprobar cada mes de noviembre el Presupuesto de la República, levantar la inmunidad diplomática a los miembros de los Supremos Poderes, reformar la Constitución Política, aprobar o rechazar convenios y tratados internacionales y llamar a funcionarios públicos o ciudadanos para rendir cuentas en los casos que se amerite. El presidente del directorio legislativo podrá asumir la presidencia de la República en ausencia del presidente y de sus vicepresidentes. Este cargo se renueva anualmente con el cambio de legislatura, mediante votación directa en el plenario. Actualmente se desempeña en el puesto el diputado Rodrigo Arias Sánchez.
Además, la Asamblea Nacional cuenta con dos órganos auxiliares: la Contraloría General de la República, la cual fiscaliza el uso de los fondos públicos para mejorar la gestión de la Hacienda Pública y contribuir al control político y ciudadano, y la Defensoría de los Habitantes, la cual vela porque la actividad del sector público se ajuste al ordenamiento jurídico y la moral, de forma tal que los derechos e intereses de los habitantes de Costa Rica siempre estén protegidos y resguardados por la constitución.
La Constitución Política dice en su artículo 105

La potestad de legislar reside en el pueblo, el cual la delega en la Asamblea Legislativa por medio del sufragio. Tal potestad no podrá ser renunciada ni estar sujeta a limitaciones mediante ningún convenio ni contrato, directa ni indirectamente, salvo por los tratados, conforme a los principios del Derecho Internacional.

En Costa Rica es usual denominar coloquialmente a este órgano como «Cuesta de Moras» en alusión al nombre de la avenida adyacente a los edificios donde se han ubicado las sedes desde 1958 hasta la actualidad.

## Historia
Las cámaras legislativas han tenido diversos nombres a lo largo de la historia, de conformidad con las distintas constituciones. Así mismo, la historia parlamentaria de Costa Rica a oscilado entre el unicameralismo y el bicameralismo.
Durante la época de la Monarquía española previa a las Cortes de Cádiz, en las cuales se promulga la Constitución española de 1812, el poder de crear leyes residía en el Rey. En 1812 esta Constitución es promulgada por las Cortes Generales y en ella se establece que les corresponde proponer y decretar las leyes en conjunto con el monarca, así como interpretarlas y derogarlas en caso necesario. Rigió para Costa Rica entre su jura el 19 de marzo de 1812 y la vuelta al trono de Fernando VII de España a mediados de 1814. De nuevo estuvo vigente a partir de los primeros meses de 1820 al 1 de diciembre de 1821. Algunas partes de su texto fueron incorporadas en las primeras constituciones de Costa Rica ya independizada de España. Se elegía un diputado por cada 70.000 habitantes en una Provincia. Costa Rica tuvo como su representante ante las Cortes al presbítero Florencio del Castillo.
En el momento de la independencia de España en 1821, se promulga el Pacto Social Fundamental Interino de la Provincia de Costa Rica, conocido también como Pacto de Concordia, que rigió desde 1 de diciembre de 1821 al 19 de marzo de 1823. Contemplaba la anexión al Primer Imperio Mexicano de Agustín de Iturbide. En el Pacto de Concordia se establece una Junta de Gobierno Provisional compuesta de siete vocales elegidos popularmente, correspondiéndole asumir la autoridad de la Capitanía General de Guatemala, el mando político, la diputación provincial y en consecuencia podía expedir y dictar providencias necesarias para gobernar.
Para el año 1823 se promulga el Primer Estatuto Político de la Provincia de Costa Rica (rigió del 19 de marzo al 16 de mayo de 1823) y el Segundo Estatuto Político de la Provincia de Costa Rica (rigió del 16 de mayo de 1823 al 6 de septiembre de 1824). En este período estaba en formación la alianza para formar parte de las Provincias Unidas del Centro de América. En ambos Estatutos se estipulaba que el gobierno de la provincia lo ejercería a una junta de tres personas llamada Diputación de Costa Rica que duraría mientras se consolidaba la Federación. Le correspondía formar los reglamentos necesarios para la buena marcha de los negocios de la provincia y tenía un Reglamento interior que regulaba su funcionamiento. También se le llamó «Congreso».
En 1823 Costa Rica pasa de provincia a Estado, se une a la Federación y aprueba el texto de las Bases de Constitución Federal de 1823, vigente en Costa Rica de marzo a noviembre de 1824. En esta constitución contemplaba la separación de poderes y delegando la aprobación de las leyes en el Poder Legislativo, que residiría en una sola cámara, denominada Congreso Federal, compuesto de representantes a razón de uno por cada 30 000 habitantes, renovable por mitades cada año. También se regulaba el Senado, compuesto por dos miembros elegidos popularmente por cada uno de los Estados y renovable por tercios cada año, al que correspondía dar o negar la sanción a las leyes. Le corresponderían además funciones de consejero forzoso del Poder Ejecutivo y algunas potestades contraloras.
La Constitución de la República Federal de Centroamérica se emite en Guatemala el 22 de noviembre de 1824, pero rige en Costa Rica hasta mediados de enero de 1825 y se dejó de acatar al instaurar una Asamblea constituyente el 14 de noviembre de 1838. Mantiene el sistema bicameral, en el cual el Congreso aprueba las leyes y un Senado solamente las sanciona, sin capacidad de iniciativa legislativa. La forma de conformar la representación de ambas cámaras se mantiene.
La Ley Fundamental del Estado Libre de Costa Rica se emite en San José, el 21 de enero de 1825. Estuvo vigente hasta el 27 de mayo de 1828, con el golpe de Estado de Braulio Carrillo Colina. Volvió a cobrar vigencia entre julio y diciembre de 1842 por decreto de la Asamblea Constituyente de 1842. Fue sustituida por la Constitución de 1844. Se establece el Poder Legislativo en un Congreso no menor a 11 ni mayor a 21 diputados. También establece un Poder Conservador, compuesto de no menos de 3 ni más de 5 miembros electos popularmente. Entre otras funciones, le correspondía sancionar las leyes.
Durante el gobierno de Braulio Carrillo Colina se emite el Decreto de Bases y Garantías, que rige del 8 de marzo de 1841 al 6 de junio de 1842 (aunque ya estaba suspendida de facto desde la caída de Carrillo el 12 de abril de 1842) con el golpe de Estado que le dio Francisco Morazán Quesada. En esta ley se establece un «Poder Supremo del Estado», a la cabeza de un Jefe inamovible, asistido por un Consejo Consultivo y un Consejo Judicial. El Consejo Consultivo es presidido naturalmente por el Jefe y conoce solo de los asuntos que este convoque.
La Constitución Política de 1844 se emite el 9 de abril de 1844 y termina su vigencia con el golpe de Estado de 7 de junio de 1846. En esta constitución se establece un sistema bicameral con iniciativa y sanción recíprocas, una cámara compuesta de representantes electos directamente y un Senado de no menos de 5 miembros, también electos por sufragio.
La Constitución Política de 1847 rige desde el 21 de enero de 1847 y es sustituida en parte en 1848. El Poder Legislativo reside en un Congreso compuesto de 10 diputados y del Vicejefe de Estado, que lo preside. Este sistema se mantiene invariable en la Constitución Política de 1848, que rige desde el 30 de noviembre de 1848 al 14 de agosto de 1859, pero se denomina «Cámara de Representantes».

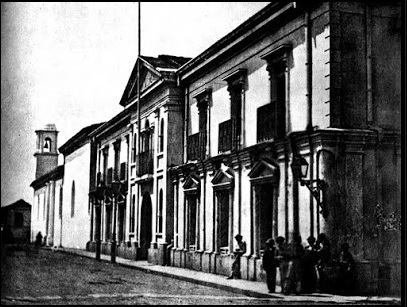
El Congreso solía sesionar en el Palacio Nacional.

De vuelta al sistema bicameral, en la Constitución Política de 1859 (rigió de 26 de diciembre de 1859 al 2 de noviembre de 1868) y en la Constitución de 1869 (rigió del 18 de febrero de 1869 al 27 de abril de 1870), se establece una Cámara de Senadores compuesta de dos senadores por cada provincia y la Cámara de Representantes. Ambas cámaras contaban con iniciativa en la formación de la ley.
La Constitución Política de 1871 fue emitida y sancionada el 7 de diciembre de 1871. Quedó sin efecto el 11 de septiembre de 1877 con el golpe de Estado de Tomás Guardia Gutiérrez. Se volvió a poner en vigencia el 26 de abril de 1882. Dejó de regir durante la vigencia de la Constitución Política de 1917 y volvió a entrar en vigencia una vez más hasta el 8 de mayo de 1948. Establecía el poder de legislar en el Congreso Constitucional, integrado por 43 diputados propietarios y 18 suplentes, electos proporcionalmente por provincias a razón de un propietario por cada 15.000 habitantes con un sistema de residuos.
Después del golpe de Estado de Federico Tinoco Granados al presidente Alfredo González Flores, se convoca a una nueva asamblea constituyente y se promulga la Constitución Política de 1917, que rige del 8 de junio de 1917 al 3 de septiembre de 1919, al caer el gobierno por la revolución encabezada por Julio Acosta García. Esta constitución que duró dos años en vigencia, fue redactada por los expresidentes Bernardo Soto Alfaro, Rafael Iglesias Castro, Ascensión Esquivel Ibarra, Cleto González Víquez y Carlos Durán Cartín. José Joaquín Rodríguez Zeledón se excusó por estar muy enfermo y Ricardo Jiménez Oreamuno alegó que estaba en su finca. Establecía un poder legislativo bicameral, basado en una Cámara de Diputados y un Senado, ambos de elección popular. Cada provincia elegía un diputado por cada 20.000 habitantes y tres Senadores propietarios y un suplente.
Con la Guerra Civil de Costa Rica de 1948 que depuso el gobierno de Teodoro Picado Michalski queda roto el orden constitucional y asume el mando la Junta Fundadora de la Segunda República, encabezada por José Figueres Ferrer. Se convoca a una asamblea constituyente y se promulga la Constitución Política de 1949, vigente en 2025. En esta constitución se mantiene el sistema unicameral de 1871 y se fija el número de diputados en 45, con la disposición de que al superar la población 1.350.000 habitantes, se elegiría un nuevo diputado por cada 30 000 o residuo. También se disponía que cada tres diputados propietarios, se elegiría un suplente. Posteriormente, mediante la Ley N°2741 de 12 de mayo de 1961 se reformó el texto constitucional para dejar fijo el número de diputados en 57.
A lo largo de la historia de Costa Rica, los primeros gobernantes interinos (1821-1825) tuvieron facultades legislativas y las tuvieron o se las atribuyeron otros gobiernos provisorios o de facto:
- Braulio Carrillo Colina (1838-1842).
- Francisco Morazán Quesada (1842).
- José María Alfaro Zamora (1842-1844 y 1846-1847).
- Juan Rafael Mora Porras (1852) (Mientras ordenó clausurar el Congreso).
- José María Montealegre Fernández (1859-1860).
- Jesús Jiménez Zamora (1863) (Mientras ordenó clausurar el Congreso).
- Jesús Jiménez Zamora (1868-1869).
- Bruno Carranza Ramírez (1870).
- Tomás Guardia Gutiérrez (1870-1872).
- Vicente Herrera Zeledón (1876-1871).
- Tomás Guardia Gutiérrez (1877-1882).
- José Joaquín Rodríguez Zeledón (1892-1894) (Mientras ordenó clausurar el Congreso).
- Federico Tinoco Granados (1917).
- Francisco Aguilar Barquero (1919-1920).
- Junta Fundadora de la Segunda República (1948-1949)

## El poder de legislar
De conformidad con la Constitución Política de Costa Rica de 1949 vigente en 2025, la potestad de legislar reside en el pueblo, el cual la delega en la Asamblea Legislativa por medio del sufragio. Tal potestad no puede ser renunciada ni estar sujeta a limitaciones mediante ningún convenio ni contrato, directa ni indirectamente, salvo por los tratados, conforme a los principios del Derecho internacional.
La misma Constitución Política reconoce que el pueblo también puede ejercer esta potestad mediante el referéndum, para aprobar o derogar leyes o reformas parciales de la Constitución. Para ello se requiere una convocatoria por al menos un cinco por ciento (5%) de los ciudadanos inscritos en el padrón electoral, que corresponde hacerla al Tribunal Supremo de Elecciones de Costa Rica. También puede ser hecha por el Congreso, mediante la aprobación de las dos terceras partes del total de sus miembros, o el Poder Ejecutivo, junto con la mayoría absoluta de la totalidad de los miembros de la Asamblea Legislativa.
En estos casos, el referéndum no procede si los proyectos son relativos a las siguientes materias:
- Presupuestaria
- Tributaria
- Fiscal
- Monetaria
- Crediticia
- Pensiones
- Seguridad,
- Aprobación de empréstitos y contratos
- Actos de naturaleza administrativa.

En Costa Rica solo se ha celebrado el Referéndum sobre el TLC, en el año 2007 y durante el año 2010, el Tribunal Supremo de Elecciones conoce una solicitud para determinar si es convocado un Referéndum sobre las Uniones Civiles entre personas del mismo sexo, sin embargo, fue suspendido por la Sala Constitucional, por tratarse de una decisión acerca de un grupo minoritario.

## Fracciones parlamentarias
Las fracciones parlamentarias en Costa Rica corresponden a la representación de los partidos políticos de acuerdo a los resultados obtenidos electoralmente para cada período, como se estipula en el Reglamento de la Asamblea Legislativa, Capítulo II, Régimen Disciplinario, Artículo 7bis, Fracciones Parlamentarias:

En la Asamblea Legislativa se conformarán tantas fracciones parlamentarias como partidos políticos estén representados en ella. Los diputados se considerarán integrados a la Fracción del partido por el cual resultaron electos y ninguno podrá pertenecer a más de una fracción.

En concordancia, el Código Electoral contempla la legitimación exclusiva de los partidos políticos para presentar candidaturas de diputados, principalmente en su artículo 74.

## Los diputados
El cargo de diputados es elegido por provincia El Parlamento se compone de cincuenta y siete legisladores, todos propietarios. Cada vez que se realiza un censo general de población, el Tribunal Supremo de Elecciones de Costa Rica reasigna a las provincias las diputaciones correspondientes, en proporción a la población de cada una de ellas.

### Requisitos
Duran en sus cargos cuatro años y no pueden ser reelectos en forma sucesiva. Solamente existen tres requisitos para optar por el cargo:
1. Ser ciudadano en ejercicio;
2. Ser costarricense por nacimiento, o por naturalización con diez años de residencia en el país después de haber obtenido la nacionalidad;
3. Haber cumplido veintiún años de edad.

### Impedimentos
No pueden ser elegidos diputados, ni inscritos como candidatos para esa función:
1. El presidente de la República o quien lo sustituya en el ejercicio de la Presidencia al tiempo de la elección;
2. Los Ministros de Gobierno;
3. Los Magistrados propietarios de la Corte Suprema de Justicia;
4. Los Magistrados propietarios y suplentes del Tribunal Supremo de Elecciones, y el director del Registro Civil;
5. Los militares[nota 1] en servicio activo;
6. Los que ejerzan jurisdicción, autoridad civil o de policía, extensiva a una provincia;
7. Los gerentes de las instituciones autónomas;
8. Los parientes de quien ejerza la Presidencia de la República, hasta el segundo grado de consanguinidad o afinidad, inclusive.

Estas incompatibilidades afectan a quienes desempeñen los cargos indicados dentro de los seis meses anteriores a la fecha de la elección. Por esa razón, cuando una administración está por terminar, es usual que haya varias renuncias de las personas que ocupan estos cargos y pretenden aspirar a una curul.
Los parlamentarios no pueden aceptar, después de juramentados, bajo pena de perder su credencial, ningún cargo o empleo en los otros Poderes del Estado o de las instituciones autónomas, salvo cuando se trate de un Ministerio de Gobierno. En este caso se reincorporará a la Asamblea Nacional al cesar en sus funciones.

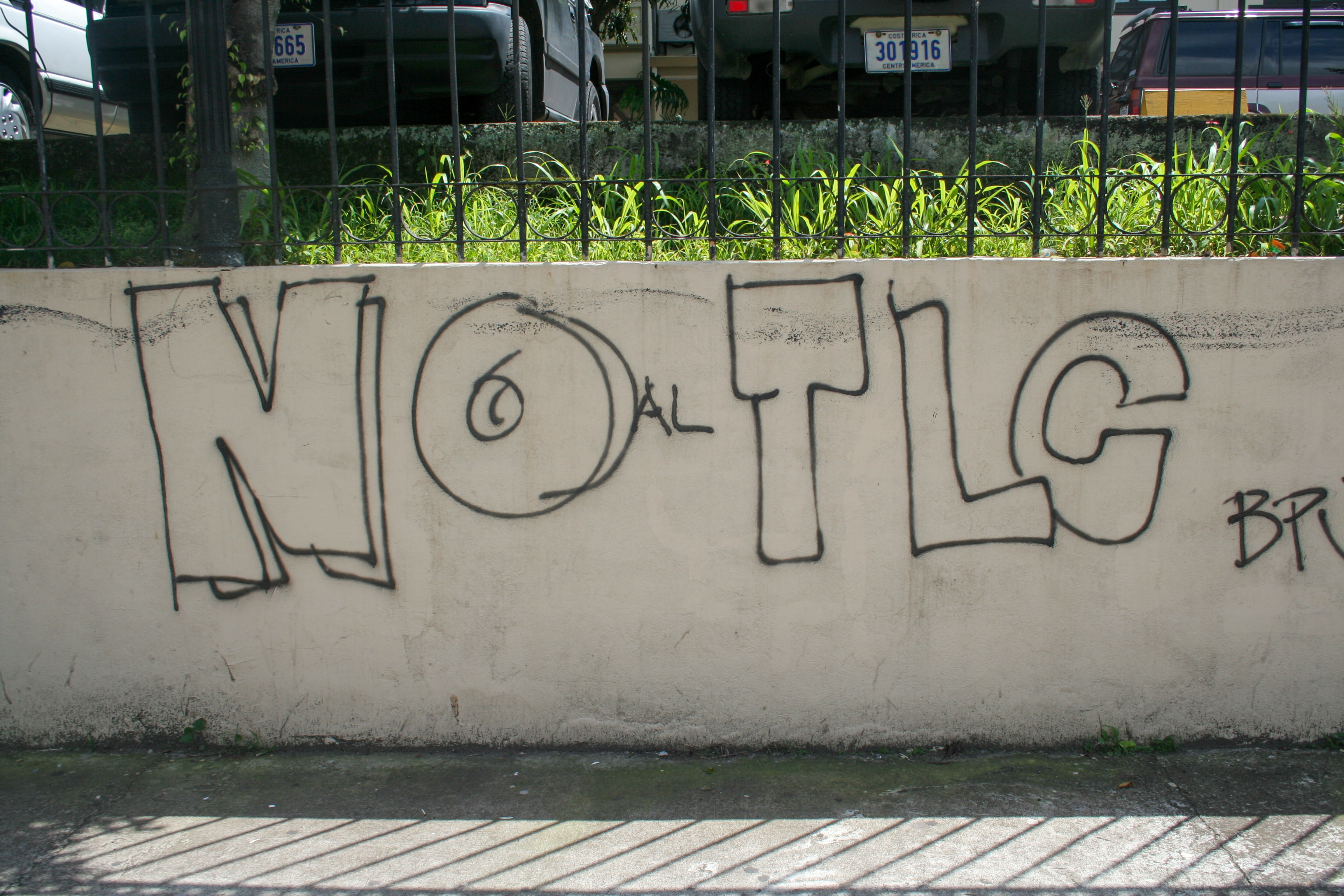
Grafiti de protesta contra el convenio comercial con Estados Unidos en un muro del Parlamento

La función legislativa es también incompatible con el ejercicio de todo otro cargo público de elección popular. Los diputados no pueden celebrar, ni directa ni indirectamente, o por representación, contrato alguno con el Estado, ni obtener concesión de bienes públicos que implique privilegio, ni intervenir como directores, administradores o gerentes en empresas que contraten con el Estado, obras, suministros o explotación de servicios públicos.

### Inmunidad parlamentaria
El congresista no es responsable por las opiniones que emita en el Plenario Legislativo. Durante las sesiones no puede ser arrestado por causa civil, salvo autorización de la propia Asamblea Legislativa o que el diputado lo consienta. Desde que sea declarado electo propietario o suplente, hasta que termine su período legal, no podrá ser privado de su libertad por motivo penal, sino cuando previamente haya sido suspendido por la Asamblea. Esta inmunidad parlamentaria no surte efecto en el caso de Delito flagrante, o cuando el diputado la renuncia. Sin embargo, el legislador que haya sido detenido por flagrancia, será puesto en libertad si el Congreso lo ordena. Tiene similitud con el llamado privilegio parlamentario del Sistema Westminster inglés.

### Diputados independientes
Es posible para un diputado elegido por un partido político, separarse de la fracción parlamentaria de ese partido y fungir como diputado independiente, sin embargo los diputados que se acogen a esta figura no pueden unirse a otra fracción legislativa, solamente a aquella por la que fueron electos, tal como se contempla en el Reglamento de la Asamblea Legislativa. No es posible de acuerdo a la legislación vigente, que un ciudadano se postule al cargo de diputado independiente de forma directa sin la representación de un partido político.
Convertirse en diputado independiente está amparado en virtud del Artículo 25 de la Constitución Política de Costa Rica, en el que los diputados al igual que cualquier ciudadano, tienen libertad de asociación y no se les puede obligar a permanecer en un partido político específico y pueden unirse a otra agrupación política. 

ARTÍCULO 25.- Los habitantes de la República, tienen derecho de asociarse para fines lícitos. Nadie podrá ser obligado a formar parte de asociación alguna.

No obstante, como ha observado el Tribunal Supremo de Elecciones de Costa Rica en reiteradas ocasiones, los puestos de diputados al ser un cargo de elección popular se deben hacer a través de un partido político ya que en el marco del ordenamiento jurídico vigente, los partidos políticos tienen el monopolio en la nominación de los candidatos a diputados de acuerdo al Código Electoral.
Por lo tanto, los diputados independientes no pueden actuar en representación de otro partido por el que no fueron elegidos dentro del directorio legislativo, solamente de forma independiente, así como tampoco son considerados una fracción, o un "bloque", figura que tampoco existe dentro del Reglamento de la Asamblea Legislativa. Otras actividades que les pertenecen a las fracciones legislativas o jefes de fracción tampoco les son permitidas, como incluir proyectos de ley en la agenda.
Ante consultas a la Sala Constitucional de la Corte Suprema de Justicia de Costa Rica de diputados que han acogido actuar de forma independiente, en las que solicitan el reconocimiento de jefe de fracción o de los recursos financieros de una fracción, en contradicción con el reglamento, este tribunal ha manifestado:

Efectivamente, no es posible bajo ninguna circunstancia, pretender que cualesquier parlamentario que se separe de la Fracción a la que pertenece, sea declarado como una nueva Fracción Política, con todas las atribuciones y deberes inherentes a esta condición, tanto por la existencia de una disposición reglamentaria que define y restringe el concepto de "Fracción Parlamentaria", así como por un aspecto básico de sentido común, que busca establecer los límites necesarios para lograr los mecanismos organizativos idóneos que permitan a su vez, un desarrollo efectivo y eficaz de las labores legislativas.

La eventual separación posterior de un diputado del partido político por el que resultó electo, no significa que el parlamentario pierda su condición de tal, siendo que en todo momento mantiene las facultades, derechos y deberes inherentes a su puesto; pero lo anterior no implica que su separación le faculta para adquirir, de oficio y pleno derecho, las competencias que son propias de una figura expresamente dispuesta en el Reglamento, con deberes y derechos particulares y pensada para ser representante de un grupo de diputados electos bajo una misma bandera política.

Es así que no existe la posibilidad reglamentaria de conformar una fracción no vinculada a la representación de un partido político que haya elegido al menos un representante por medio del sufragio, entendido este de conformidad con el artículo 93 de la Constitución Política de Costa Rica.
En el período legislativo 2018-2022 ocurre que diputados electos por Partido Restauración Nacional y Partido Integración Nacional se declararon independientes y dieron luego su adhesión personal en "bloque" o individualmente a partidos que no fueron electos, esto, en concordancia con los reglamentos, constituye una afiliación personal, y no implica que esos partidos posean representación como fracción parlamentaria, por lo que dentro del directorio son reconocidos como independientes.

### Debate sobre el número
El parlamento es un órgano unicameral de 57 diputados cuyo número está constitucionalmente fijado y que son electos en listas cerradas postuladas por los partidos políticos en razón de un sistema proporcional. Distintos expertos han recomendado el aumento en el número de diputados como una necesidad urgente para mejorar la representatividad, pero dicha propuesta es altamente impopular entre la población y genera reacciones de rechazo. Un informe del Programa de las Naciones Unidas para el Desarrollo y del Centro de Investigación y Estudios Políticos de la Universidad de Costa Rica recomendó aumentar el número de legisladores a 82, la Universidad Northwestern de Chicago que realizó recomendaciones para más de 100 países recomendó que el parlamento costarricense tuviera 115 diputados según su población (en 1999), la Junta de Notables para la Reforma del Estado convocada por la presidenta Laura Chinchilla durante su administración recomendó aumentarlos a entre 75 y 85, el Movimiento Poder Ciudadano Ya por otro parte propone aumentarlo a 84 y reducir drásticamente el número de asesores legislativos (actualmente 12) para evitar un incremento muy grande en salarios. Por otro lado la propuesta del libro Aplicación del modelo alemán a la elección de diputados en Costa Rica del abogado Diego González sugiere aumentar el número a 143 haciendo uso, como el título indica, de un sistema electoral similar al germano.
La mayoría de estas propuestas incluye también el cambio al voto directo de diputados y no por listas cerradas como es actualmente. En el caso del «modelo alemán» propuesto por González se dividiría el país en 72 circuitos electorales por 59700 habitantes y se elegiría diputados en dos listas, 72 electos por una circunscripción uninominal donde se elige un diputado directamente por cada distrito, y 71 electos por una circunscripción proporcional donde se repartirían proporcionalmente según los votos recibidos por partido.

## Ciclo
La Asamblea Legislativa de Costa Rica posee un ciclo de funcionamiento, de manera que se renueva cada cuatro años, a fin de asegurar los principios de temporalidad y alternancia en el poder, lo que permite al pueblo determinar, a intervalos regulares, su composición. Esto se llama «período legislativo».

### Período
El período legislativo en Costa Rica es de cuatro años y comienza el 1 de mayo del año en que se celebran las elecciones y finaliza el 30 de abril del año en que se vuelven a celebrar nuevos comicios. El período legislativo se divide en cuatro «legislaturas».

#### Cronología
| Períodos                         |
| -------------------------------- |
| Período legislativo de 1949-1953 |
| Período legislativo de 1953-1958 |
| Período legislativo de 1958-1962 |
| Período legislativo de 1962-1966 |
| Período legislativo de 1966-1970 |
| Período legislativo de 1970-1974 |
| Período legislativo de 1974-1978 |
| Período legislativo de 1978-1982 |
| Período legislativo de 1982-1986 |
| Período legislativo de 1986-1990 |
| Período legislativo de 1990-1994 |
| Período legislativo de 1994-1998 |
| Período legislativo de 1998-2002 |
| Período legislativo de 2002-2006 |
| Período legislativo de 2006-2010 |
| Período legislativo de 2010-2014 |
| Período legislativo de 2014-2018 |
| Período legislativo de 2018-2022 |

### Legislatura
Cada legislatura dura un año y comprende la totalidad de las sesiones ordinarias y las extraordinarias que se celebren entre el 1 de mayo y el 30 de abril del año siguiente.

### Sesiones
Los períodos de sesiones son los espacios en los que el Congreso de los Diputados puede válidamente reunirse para desarrollar sus funciones. Sus sesiones ordinarias duran seis meses, divididas en dos períodos: del 1 de agosto al 31 de octubre y del 1 de febrero al 30 de abril.
El Poder Ejecutivo podrá convocar a la Asamblea Nacional a sesiones extraordinarias en los lapsos intermedios, es decir, del 1 de mayo al 31 de julio y del 1 de noviembre al 31 de enero. En éstas no se conocerá de materias distintas a las expresadas en el decreto de convocatoria, excepto que se trate del nombramiento de funcionarios que corresponda hacer a la Asamblea Legislativa, o de las reformas legales indispensables.

## Comisiones
Una de las características de la Asamblea Nacional de Costa Rica es la conformación de distintas comisiones legislativas integradas por sus diputados, que tienen diferentes funciones con respecto a la legislación. De ellas la más importante es el Plenario Legislativo, es decir, cuando los 57 congresistas se reúnen en sesión ordinaria todas las semanas, de lunes a jueves, y realizan los debates correspondientes a la aprobación de todas las leyes y reformas que se encuentran en la corriente de la agenda.
Luego, le siguen las Comisiones Permanentes Ordinarias conformadas cada una por un grupo de diputados. Estas son una instancia preparativa, dedicada a algún área en específico y donde los distintos proyectos de ley (según su clasificación) son estudiados, corregidos o directamente rechazados antes de poder discutirse en el Plenario. Las categorías en las que se dividen estas comisiones son: Asuntos Agropecuarios y Recursos Naturales, Asuntos Económicos, Gobierno y Administración, Asuntos Hacendarios, Asuntos Jurídicos y Asuntos Sociales.
Finalmente, si es necesario, pueden crearse Comisiones Especiales, dedicadas a resolver problemas específicos o analizar ciertos asuntos relacionados con algunos proyectos de ley. Su conformación y funcionamiento tienen un plazo definido.

## Directorio Legislativo
| Cargo                 | Titular | Titular                        | Fracción | Fracción                                   |
| --------------------- | ------- | ------------------------------ | -------- | ------------------------------------------ |
| Presidente            |         | Rodrigo Arias Sánchez          |          | Partido Liberación Nacional (PLN)          |
| Vicepresidenta        |         | Vanessa de Paul Castro Mora    |          | Partido Unidad Social Cristiana (PUSC)     |
| Primer Secretario     |         | Carlos Felipe García Molina    |          | Partido Unidad Social Cristiana (PUSC)     |
| Segunda Secretaria    |         | Gloria Zaide Navas Montero     |          | Independiente                              |
| Primera Prosecretaria |         | Luz Mary Alpízar Loaiza        |          | Partido Progreso Social Democrático (PPSD) |
| Segunda Prosecretaria |         | Geison Enrique Valverde Méndez |          | Partido Liberación Nacional (PLN)          |

La «instalación» de la Asamblea Legislativa es el acto por el que se inicia un período legislativo, se tiene por reunida oficialmente y se eligen los titulares de sus órganos. El primer paso que se debe dar es el nombramiento del Directorio, lo cual le permite desplegar sus facultades y ejercitar sus funciones.
El Directorio Legislativo es la mesa de diputados que dirigen al Congreso durante una legislatura. Lo integran un presidente y dos secretarios. Si alguno de ellos se ausenta temporalmente, son sustituidos por el vicepresidente o alguno de los dos prosecretarios, respectivamente. Los suplentes no forman parte del Directorio, sólo los propietarios. No obstante, tanto el vicepresidente como los prosecretarios pueden participar en las reuniones o deliberaciones, con voz pero sin voto, a menos que estén en sustitución. El Directorio se elige cada 1 de mayo y sus miembros pueden ser reelectos.

### Directorio provisional
El Directorio provisional es el que debe actuar en la primera sesión de la primera legislatura de un período constitucional (cada cambio de gobierno por la celebración de elecciones). Estará compuesto de forma idéntica al Directorio definitivo, pero con los seis parlamentarios de mayor edad que hayan resultado electos a la cabeza de sus respectivas papeletas. El mayor ejercerá la presidencia y los que lo sigan en edad, de forma decreciente, ocuparán los otros órganos. Estará vigente hasta que se establezca el oficial, mediante votación en el Plenario.

### Funciones del Directorio
Sus funciones son principalmente administrativas: cuidar el orden económico y administrativo de la Asamblea Legislativa, nombrar el personal necesario para el buen funcionamiento del Parlamento o despedirlos según la Ley.
No obstante, también realiza funciones relacionadas con el procedimiento parlamentario; como recibir mociones de fondo en el primer debate, recibir los informes de las comisiones, recibir mociones de orden, establecer la agenda diaria, fijar la fecha para discutir un voto de censura, realizar el escrutinio de la votación secreta y de la votación de una elección, así como anunciar el resultado y firmar los dictámenes afirmativos sobre una reforma constitucional, después de aprobados en la primera legislatura.

### Órganos
El Directorio de la Asamblea Legislativa se compone de dos órganos principales: el presidente y las secretarías.

#### Presidente
Para ser Presidente de la Asamblea Legislativa de Costa Rica, se debe cumplir con los mismos requisitos que el presidente de la República, es decir, ser costarricense por nacimiento, ciudadano en ejercicio, ser del estado seglar y mayor de 30 años.
Es el presidente quien abre, suspende o da por terminadas las sesiones del Plenario. Pero sus funciones no se agotan aquí, también se mencionan las siguientes:
1. Nombra las Comisiones permanentes, procurando que en ellas participen todas las fracciones políticas representadas en la Asamblea.
2. Dirige las discusiones que se refieran al Reglamento Interno.
3. Indica a la Asamblea el punto o los puntos sobre los cuales debe recaer la votación.
4. Concede la palabra a los diputados, en el orden en que la soliciten, salvo que se trate de una moción de orden, en cuyo caso le concederá la palabra al autor de la moción, inmediatamente después de que haya terminado su intervención quien esté en el uso de la palabra en ese momento.
5. Recibe la votación corriente y declara si hay aprobación o rechazo de un asunto. Asimismo, debe declarar el resultado de las votaciones nominales o secretas. Antes de proceder a recibir las votaciones correspondientes, anunciará el número de diputados presentes en el salón de sesiones.
6. El Presidente debe firmar, junto con los Secretarios, las actas, leyes y demás disposiciones legislativas.
7. El Presidente nombra a los secretarios ad hoc, en los casos de ausencia de los Secretarios y Prosecretarios.
8. Es él quién debe llamar al orden al diputado que, en el uso de la palabra, no se concrete al tema que se discute o se desvíe de él, haga alusiones injuriosas a un compañero, a los miembros de los otros Supremos Poderes o a personas extrañas; o al que, de cualquier modo, falte al debido respeto a la Asamblea. Si el diputado insiste en su conducta irregular, le suspenderá inmediatamente el uso de la palabra.
9. Ordena que se despeje la barra, cuando por sus signos de aprobación o desaprobación, como gritos, silbidos, golpes o cualquier otra demostración desordenada, se interrumpa la labor de la Asamblea.
10. Poner el visto bueno en las listas de servicios que expida la Secretaría para el pago de los emolumentos de los diputados y del personal administrativo, y en las órdenes de pago por gastos de oficina, autorizados por la Asamblea Legislativa.

Este funcionario tiene la facultad de conceder a los diputados permisos para no asistir a las sesiones. Si una solicitud de permiso es denegada, el diputado interesado puede apelar ante el Plenario de la Asamblea Legislativa, el cual resolverá en forma definitiva.

#### Secretarías
En el Directorio Legislativo se encuentran la primera y segunda secretaría, que en teoría pueden llevar a cabo las mismas funciones.
Sin embargo, la costumbre es asignarle al primer secretario los asuntos relacionados con el personal, mientras el segundo se encarga del servicio administrativo para los diputados. Si se ausentan temporalmente, son sustituidos por un prosecretario. Durante las sesiones parlamentarias, apoyan la labor del Presidente, pero también tienen otras tareas específicas:
1. Ellos deben tener redactada el acta de la última sesión, una hora antes de la sesión siguiente y ordenar que se coloque una copia en la curul de cada diputado.
2. Dan cuenta de la correspondencia oficial, de las peticiones y las proposiciones dirigidas a la Asamblea.
3. Reciben las votaciones nominales o secretas, realizan el escrutinio respectivo y anuncian su resultado.
4. Ordenan que se numeren, por orden de presentación, todos los asuntos que se sometan a la consideración de la Asamblea; y que se tramite cada uno de ellos en un expediente separado.
5. Llevan la correspondencia de la Asamblea.
6. Devuelven toda petición presentada irregularmente o que esté planteada en términos impropios.
7. Firman, junto con el presidente, las actas, las leyes y las demás disposiciones de la Asamblea.
8. Anotan la ausencia de los diputados y empleados subalternos, expiden y firman las listas de servicio para el pago de emolumentos y de las órdenes de pago por gastos de oficina, acordados por la Asamblea.
9. Revisan, junto con el presidente, los decretos, acuerdos y resoluciones que emita la Asamblea, una vez entregados por la Comisión de Redacción.

### Sesión del 1 de mayo
El día 1 de mayo de cada año, el Parlamento celebrará dos sesiones. La primera sesión se realizará a las nueve horas, para tomar al juramento a todos los diputados e instalar la Asamblea, abrir las sesiones y elegir al Directorio definitivo.
La segunda sesión se iniciará a las quince horas o a una hora posterior, según lo determine el presidente, si la primera sesión no hubiera concluido antes de las quince horas. A esta segunda sesión se invitará a los miembros de los supremos poderes, a los magistrados del Tribunal Supremo de Elecciones, al contralor y al subcontralor general de la República, a los jefes de las misiones diplomáticas acreditadas ante el Gobierno de Costa Rica y a los jerarcas de la Iglesia Católica. En esta sesión se presentará el mensaje anual del Presidente de la República y en ella ningún legislador podrá hacer uso de la palabra, salvo el Presidente de la Asamblea Legislativa.

#### Mayo Negro
En la jerga política costarricense, se conoce como Mayo Negro a aquellas ocasiones en que el candidato oficialista a presidir el Congreso de Costa Rica es derrotado por una alianza de oposición en la elección del directorio legislativo que se realiza cada 1 de mayo. El término se utilizó por primera vez tras la derrota en 1985 de la diputada Matilde Marín Chinchilla del Partido Liberación Nacional que entonces presidía el país mediante la administración de Luis Alberto Monge gracias al voto disidente de diputados liberacionistas aliados con su rival el Partido Unidad Social Cristiana. A la fecha ha habido tres Mayos Negros solamente; el caso de Marín en 1985, la elección de Juan Carlos Mendoza García del Partido Acción Ciudadana en 2011 gracias a la llamada Alianza por Costa Rica conformada por la ideológicamente variopinta oposición de entonces durante la administración de Laura Chinchilla Miranda (PLN) y en 2017 con la elección de Gonzalo Ramírez del Partido Renovación Costarricense de la Alianza Opositora Nacional durante la gestión de Luis Guillermo Solís (PAC).

## Representación por provincia
De acuerdo con el Código Electoral de Costa Rica los ciudadanos de cada provincia votan por las listas de candidatos de cada partidos político y tras un cálculo de cocientes y subcocientes se le asignan cantidades de diputados a cada partido político de manera proporcional al porcentaje de votos recibidos por el partido. En caso de renuncia, muerte o destitución de un congresista, el candidato que seguía en la lista asume el cargo en orden descendente.
| Provincia  | Número de diputados |
| ---------- | ------------------- |
| San José   | 19                  |
| Alajuela   | 11                  |
| Cartago    | 7                   |
| Heredia    | 6                   |
| Guanacaste | 4                   |
| Puntarenas | 5                   |
| Limón      | 5                   |

## Composición del período legislativo 2022-2026
La siguiente tabla muestra la actual composición de diputados por partido político, con su respectivo jefe y subjefe de bancada:
| Fracción | Fracción                            | Número de diputados (de 57) | Jefe de Fracción                | Imagen | Subjefe de Fracción                                                | Imagen |
| -------- | ----------------------------------- | --------------------------- | ------------------------------- | ------ | ------------------------------------------------------------------ | ------ |
|          | Partido Liberación Nacional         | 18                          | Óscar Izquierdo Sandí           |        | Alejandra Larios Trejos                                            |        |
|          | Partido Progreso Social Democrático | 9                           | Pilar Cisneros Gallo            |        | Daniel Vargas Quirós                                               |        |
|          | Partido Unidad Social Cristiana     | 9                           | Alejandro José Pacheco Castro   |        | Horacio Alvarado Bogantes                                          |        |
|          | Partido Nueva República             | 6                           | Gerardo Fabricio Alvarado Muñoz |        | Rosalía Brown Young                                                |        |
|          | Partido Frente Amplio               | 6                           | Rocío Alfaro Molina             |        | Andrés Ariel Robles Barrantes                                      |        |
|          | Partido Liberal Progresista         | 2                           | Gilberto Arnoldo Campos Cruz    |        | Vacante tras la renuncia al partido de Luis Diego Vargas Rodríguez |        |
|          | Independientes                      | 7                           | -                               | -      | -                                                                  | -      |

## Instalaciones
La actual Asamblea se reunió, por 62 años, en el Edificio Central localizado en el centro de San José. Se inició su construcción en 1937 con el fin de ser en principio, la Casa Presidencial.
Muchos de los materiales de construcción fueron importados de Alemania y Checoslovaquia, sin embargo, con el desarrollo de la Segunda Guerra Mundial puso un alto al proyecto. No se reiniciaron dichas obras sino hasta el año 1957, pero para la nueva legislatura de 1958 fue quien ocupó finalmente el edificio.
En marzo de 2018 inició la construcción de un nuevo edificio, que sería la sede central de todo el Poder Legislativo. El proyecto consiste en una torre de 21 pisos localizada también en Cuesta de Moras, al costado norte de la Plaza de la Democracia. El inmueble tendría algunos niveles subterráneos, y albergaría desde el Plenario del Congreso hasta todo tipo de oficinas y despachos. Se esperaba que estuviese listo a principios de 2020. La primera sesión en el nuevo edificio se realizó el lunes 19 de octubre de 2020.

## Parlamento Centroamericano
Desde 1990 Centroamérica ha tenido un llamado Parlamento Centroamericano, con representación de todos los países de la región. Costa Rica junto con Belice, es uno de los dos países en no tener representación en esta cámara. En el 2011 el presidente del Parlacen visitó Costa Rica junto a una delegación de diputados reuniéndose con representantes de la Cancillería y la Comisión de Asuntos Internacionales de la Asamblea. Tanto el gobierno como los principales partidos de oposición se manifestaron en contra del ingreso del país al Parlacen y a la Corte Centroamericana de Justicia.